# Fourques (Pireneje Wschodnie)
Fourques – miejscowość i gmina we Francji, w regionie Oksytania, w departamencie Pireneje Wschodnie.
Według danych na rok 1990 gminę zamieszkiwały 673 osoby, a gęstość zaludnienia wynosiła 72 osoby/km² (wśród 1545 gmin Langwedocji-Roussillon Fourques plasuje się na 436. miejscu pod względem liczby ludności, natomiast pod względem powierzchni na miejscu 787.).

## Zabytki
Zabytki na terenie gminy posiadające status monument historique:
- kaplica św. Wincentego (Chapelle Saint-Vincent de Fourques)
- ufortyfikowana brama (Porte fortifiée)

## Populacja

Populacja Fourques w latach 1962–2008